# Wyspy Aran

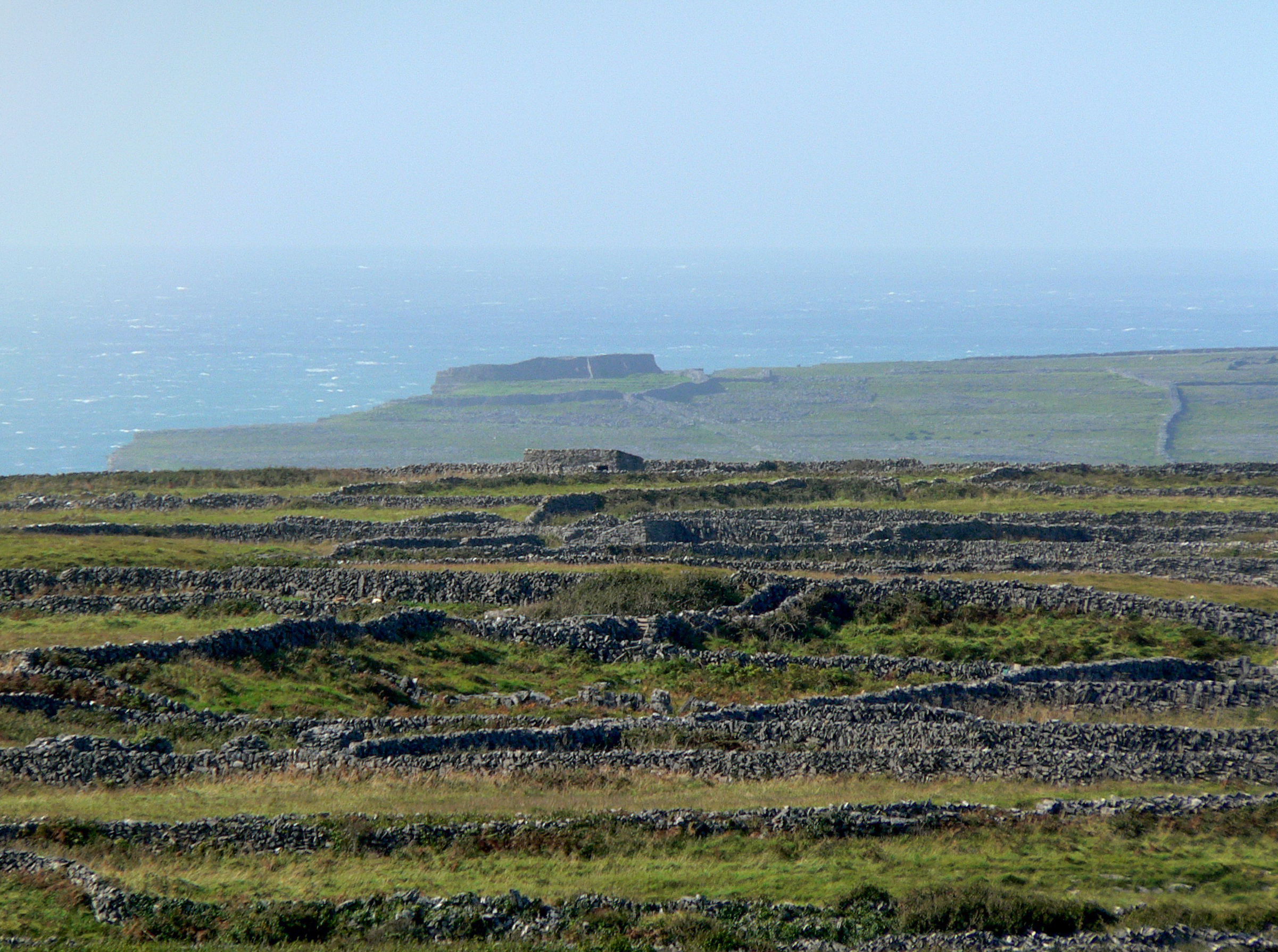
Krajobraz wyspy Inishmore, w tle Dún Aengus

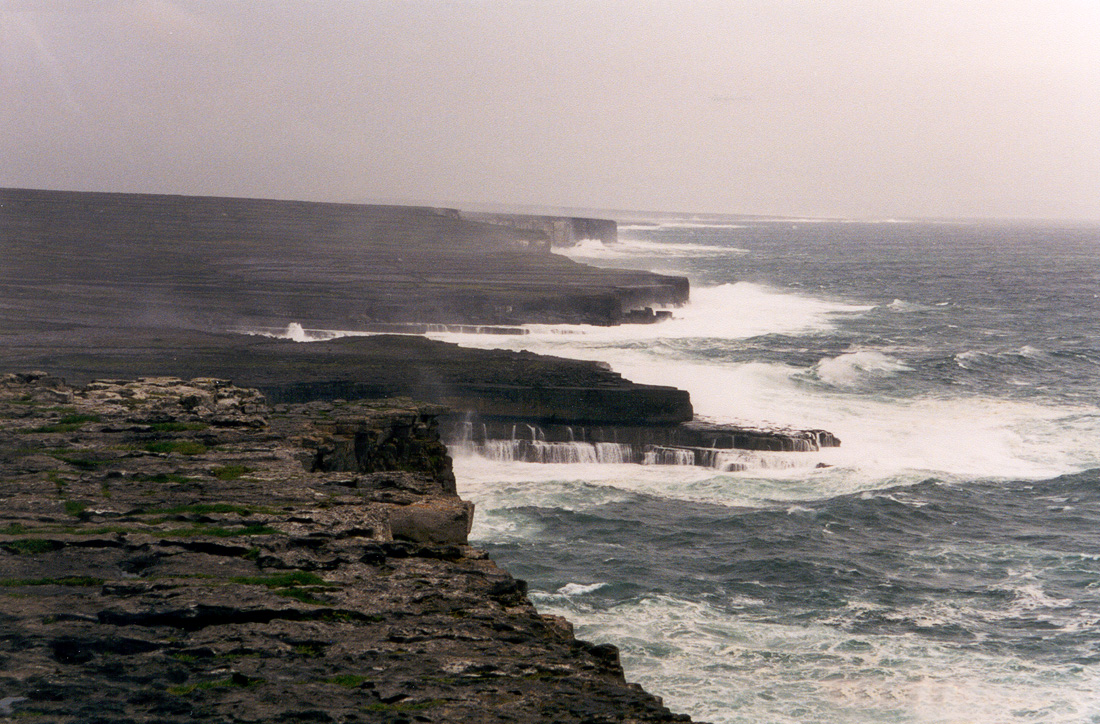
Wybrzeże na Inishmore

Wyspy Aran (irl. Árann, Oileáin Árann; ang. Aran Islands) – grupa trzech wapiennych wysp u zachodnich wybrzeży Irlandii w zatoce Galway.
Należą do nich:
- Inis Mór (ang. Inishmore), pow. 3092 ha, liczba mieszkańców: 820 (2022),
- Inis Meáin (ang. Inishmaan), pow. 912 ha, liczba mieszkańców: 184 (2022),
- Inis Oírr (ang. Inisheer), pow. 567 ha, liczba mieszkańców: 343 (2022).

Archipelag ma powierzchnię ok. 46 km² i zamieszkuje go 1347 osób (2022).
Główną osadą jest port Cill Rónáin (Kilronan) na wyspie Inishmore, zamieszkany przez 270 osób.
Na wyspy można się dostać połączeniami promowymi: z Rossaveal (hrabstwo Galway) lub z Doolin (hrabstwo Clare). Połączenie lotnicze wszystkich wysp obsługiwane są przez lokalne linie lotnicze Aer Arann.
Obecnym źródłem utrzymania mieszkańców wysp jest obsługa ruchu turystycznego, rękodzieło (wyrób swetrów), rybołówstwo, rolnictwo.
Najwcześniejsze ślady osadnictwa na wyspach pochodzą z epoki brązu (ok. 700 lat p.n.e.) i żelaza, m.in. kamienne forty Dún Aengus (Dún Aonghasa) i Dún Dúchathair na wyspie Inishmore. Z późniejszego okresu zachowały się pozostałości budowli obronnych i wczesnochrześcijańskich kościołów. W średniowieczu, w związku z rozwojem portu w Galway wyspy nabrały pewnego znaczenia strategicznego, stąd toczyły się o nie walki lokalnych klanów. W 1565 r. królowa Elżbieta I przekazała wyspy w ręce angielskie, pod warunkiem ochrony interesów Korony. Utrata pozycji ekonomicznej w XVII w. i zainteresowania ze strony Anglii spowodowała zapanowanie biedy na wyspach. Sytuację pogarszały wysokie czynsze dzierżawcze nakładane przez właścicieli na użytkowników tych skalistych i nieurodzajnych ziem. Mimo powiązań z ruchem oporu przeciwko Anglikom w Irlandii, mieszkańcy wysp żyli w głębokiej izolacji.
W związku z renesansem kultury celtyckiej od końca XIX w. datuje się szersze zainteresowanie życiem i kulturą wyspiarzy z powodu zachowanego bogatego folkloru i tradycji oraz przetrwania języka irlandzkiego w codziennym użyciu. Na tych wyspach osadził akcje kilku swoich dramatów irlandzki pisarz J. M. Synge. Ilustracją ciężkiego życia na wyspach jest również film dokumentalny Roberta Flaherty’ego „Człowiek z Aran" („Man of Aran”).
Obecnie coraz większą rolę w gospodarce odgrywa turystyka, wyspy przyciągają turystów niezwykłymi krajobrazami klifowego wybrzeża, unikalną atmosferą, jak również obiektami zabytkowymi.